# Ernst-Otto Berk

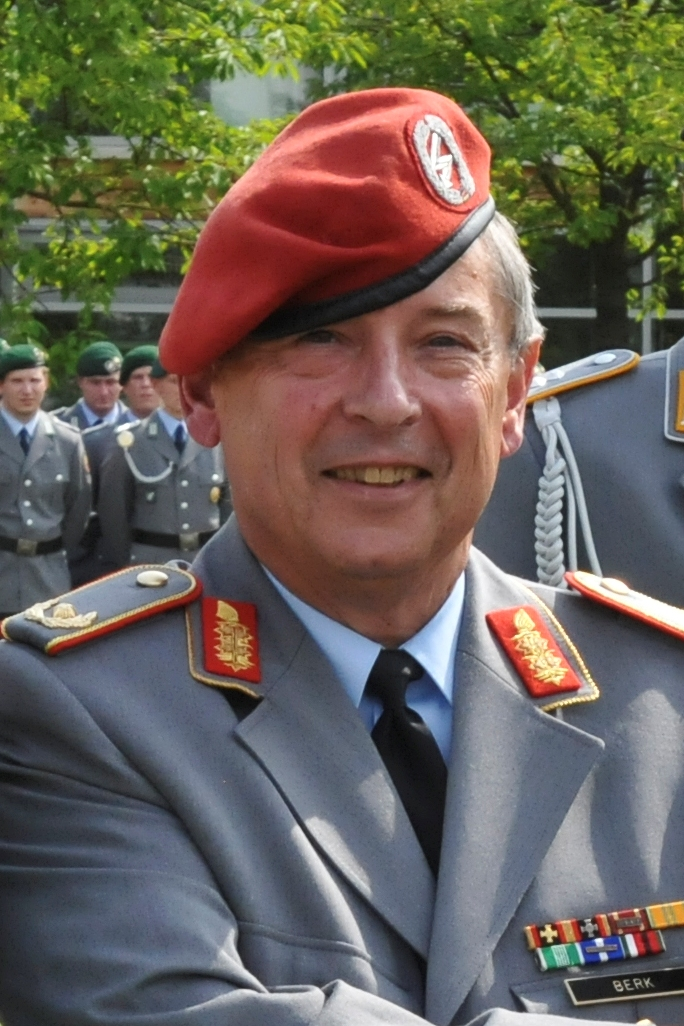
Ernst-Otto Berk

Ernst-Otto Berk (* 2. April 1952 in Hachenburg) ist ein Brigadegeneral a. D. des Heeres der Bundeswehr und war zuletzt stellvertretender Kommandeur der Division Süd.

## Militärische Laufbahn
Berk trat am 4. Oktober 1971 beim Fernmeldebataillon 5 in Diez in den Dienst der Bundeswehr. Nach der Ausbildung zum Offizier war er von 1976 bis 1980 Zugführer und Nachrichtenoffizier (S2) beim Fernmeldebataillon 330 in Koblenz. Danach wurde er nach Hannover versetzt und diente dort bis 1983 als Kompaniechef beim dortigen Fernmeldebataillon 1.
Von 1983 bis 1985 absolvierte Berk den 26. Generalstabslehrgang an der Führungsakademie der Bundeswehr in Hamburg und wurde anschließend bis 1987 als Operations-Studienoffizier (G3) beim Amt für Studien und Übungen der Bundeswehr in Bergisch Gladbach verwendet. Danach übernahm er unter Brigadegeneral Rainer Thiel den Posten des Operationsoffiziers (G3) im Stab der Panzergrenadierbrigade 13 in Wetzlar. Von 1989 bis 1991 folgte eine NATO-Verwendung als Nachrichtenanalyseoffizier (G2) im Hauptquartier der Central Army Group in Heidelberg. 
1991 übernahm Berk mit dem Fernmeldebataillon 12 in Veitshöchheim wieder ein Truppenkommando. 1993 wechselte er in das Bundesministerium der Verteidigung nach Bonn und war dort Referent für Militärpolitik im Führungsstab der Streitkräfte (FüS III 1). 1994 wurde er Referent für Militärpolitik im Büro von Staatssekretär Jörg Schönbohm und diente dort bis 1996. Von 1996 bis 1998 war Berk in Brüssel als Operationsstabsoffizier beim Internationalen Militärstab der NATO eingesetzt und übernahm anschließend bis 2000 den Posten des Leiters des Partnership for Peace-Stabselements. Im Jahre 2000 wurde er nach Berlin ins Bundesministerium der Verteidigung versetzt und diente dort bis 2003 als Referatsleiter für Militärpolitische Grundlagen (FüS III 1).
Am 27. März 2003 übernahm er in Hildesheim als letzter Kommandeur vor der Auflösung bis zum 13. April 2006 das Kommando über die Panzergrenadierbrigade 1. Während dieser Zeit war er mit der Brigade vom 15. Januar bis zum 27. Juli 2005 im Auslandseinsatz in Afghanistan im Rahmen von ISAF VII und fungierte dort als Kommandeur des deutschen Einsatzkontingents und war zudem stellvertretender Kommandeur der Kabul Multinational Brigade. Im April 2005 erfolgte die Ernennung zum Brigadegeneral.
Vom 1. Mai 2006 bis zum April 2009 war Berk Deputy Assistant Chief of Staff Joint Experimentation, Exercises and Assessment im Hauptquartier des Allied Command Transformation der NATO in Norfolk, Virginia. Am 22. April 2009 übernahm Berk von Brigadegeneral Reinhard Wolski den Dienstposten als Stellvertretender Kommandeur und Kommandeur der Divisionstruppen der Division Luftbewegliche Operationen in Veitshöchheim unter dem Kommando von Generalmajor Erhard Drews. Im Oktober 2014 übergab Berk die Dienstgeschäfte des stellvertretenden Kommandeurs seinem Nachfolger, Brigadegeneral Andreas Hannemann, und trat zum 1. November 2014 in den Ruhestand.
Berks Orden und Ehrenzeichen umfassen u. a. das Ehrenkreuz der Bundeswehr in Gold und Silber, die Einsatzmedaille der Bundeswehr (ISAF) sowie die Commendation Medal der US Army. 
Berk ist verheiratet und hat zwei Söhne.